# Set me free/Sing a Song!
「Set me free／Sing a Song!」（セット・ミー フリー / シング・ア・ソング!）は、声優・平野綾の8枚目のシングル。2009年4月29日にLantisから発売された。

## 概要
初の両A面シングルで、自身のシングルとしては「Unnamed world」以来ほぼ1年ぶりのリリース。
収録されている2曲（「Set me free」、「Sing a Song!」）ともに、平野自身が作詞を担当。ジャケットデザイン違いで、初回限定盤（LACM-34609）と通常盤（LACM-4609）の2パターンでのリリース。前者のみPVを収録したDVDが同梱されている。また、両A面シングルであるため「Set me free」、「Sing a Song!」の2曲のPVが製作されているが、DVDには、「Set me free」のPVのみ収録されている。
「Set me free」は、『アニメロミックス』公式サイト-Spring-のテーマソング、テレ玉『アニたま』の2009年5月度エンディングテーマ、音楽情報番組『Run Run LAN!』の2009年4月、5月度のオープニングテーマとして使用された。
「Sing a Song!」は、TBS系『ランク王国』の2009年4月、5月度のオープニングテーマとして使用された。

## 収録曲
（全作詞：平野綾、作曲：黒須克彦）
1. Set me free [3:43]
編曲：nishi-ken
2. Sing a Song! [3:43]
編曲：黒須克彦
3. Set me free （Off Vocal）
4. Sing a Song! （Off Vocal）

## DVD（初回限定盤のみ）
- Set me free -Music Clip-

## 収録作品
| 曲名         | 収録作品名                                          | 作品種類               | 発売日         | 備考                      |
| ------------ | --------------------------------------------------- | ---------------------- | -------------- | ------------------------- |
| Set me free  | スピード☆スター                                     | オリジナルアルバム     | 2009年11月18日 | 2ndオリジナルアルバム     |
| Set me free  | AYA MUSEUM                                          | ベストアルバム         | 2011年5月25日  | 1stベストアルバム         |
| Set me free  | 2nd LIVE TOUR 2009 スピード☆スターツアーズ LIVE DVD | ライブ・ビデオ         | 2010年6月23日  | 2ndライブ・ビデオ         |
| Set me free  | AYA HIRANO Special LIVE 2010 〜Kiss me〜            | ライブ・ビデオ         | 2011年5月2日   | 3rdライブ・ビデオ         |
| Set me free  | AYA HIRANO Music Clip Collection vol.1              | ミュージッククリップ集 | 2009年9月9日   | 1stミュージッククリップ集 |
| Sing a Song! | スピード☆スター                                     | オリジナルアルバム     | 2009年11月18日 | 2ndオリジナルアルバム     |
| Sing a Song! | 2nd LIVE TOUR 2009 スピード☆スターツアーズ LIVE DVD | ライブ・ビデオ         | 2010年6月23日  | 2ndライブ・ビデオ         |
| Sing a Song! | AYA HIRANO Music Clip Collection vol.1              | ミュージッククリップ集 | 2009年9月9日   | 1stミュージッククリップ集 |